# FK Vojvodina
FK Vojvodina (Servisch: ФК Војводина) is een Servische sportclub uit Novi Sad. De club is vooral bekend om zijn voetbalafdeling, maar is ook actief in basketbal, handbal, ijshockey en baseball.
De club werd in 1914 opgericht en was twee keer kampioen van Joegoslavië.

## Erelijst
| Internationaal     |    |             |
| Intertoto Cup      | 1x | 1976        |
| Mitropacup         | 1x | 1977        |
| Nationaal          |    |             |
| Beker van Servië   | 2x | 2014, 2020  |
| Prva Liga          | 2x | 1966, 1989  |
| Druga savezna liga | 1x | 1987 (west) |

## FK Vojvodina in Europa
FK Vojvodina speelt sinds 1955 in diverse Europese competities. Hieronder staan de competities en in welke seizoenen de club deelnam. De editie die Vojvodina heeft gewonnen is dik gedrukt:
- Europacup I (2x)

1966/67, 1989/90
- Europa League (10x)

2009/10, 2011/12, 2012/13, 2013/14, 2014/15, 2015/16, 2016/17, 2017/18, 2020/21, 2024/25
- Conference League (3x)

2021/22, 2023/24, 2024/25
- UEFA Cup (7x)

1972/73, 1975/76, 1996/97, 1997/98, 1999/00, 2007/08, 2008/09
- Intertoto Cup (1x)

1998
- Jaarbeursstedenbeker (5x)

1962/63, 1964/65, 1967/68, 1968/69, 1969/70
- Mitropacup (10x)

1955, 1957, 1958 (Donau Cup), 1959, 1960, 1962, 1978, 1988, 1989, 1977

## Bekende (oud-)spelers
- Alin Stoica
- Dušan Drašković
- Darko Anić
- Igor Gluščević
- Slobodan Medojević
- Ratko Svilar
- Mijat Gaćinović
- Vanja Milinković-Savić
- Sergej Milinković-Savić
- Dušan Tadić
- Dejan Govedarica
- Radoslav Samardžić